# Croisette (Pas de Calais)
Croisette és un municipi francès situat al departament del Pas de Calais i a la regió dels Alts de França. L'any 2007 tenia 308 habitants.

## Demografia

### Població
El 2007 la població de fet de Croisette era de 308 persones. Hi havia 116 famílies de les quals 24 eren unipersonals (8 homes vivint sols i 16 dones vivint soles), 44 parelles sense fills i 48 parelles amb fills.
La població ha evolucionat segons el següent gràfic:
Habitants censats

### Habitatges
El 2007 hi havia 126 habitatges, 114 eren l'habitatge principal de la família, 5 eren segones residències i 7 estaven desocupats. Tots els 125 habitatges eren cases. Dels 114 habitatges principals, 99 estaven ocupats pels seus propietaris, 13 estaven llogats i ocupats pels llogaters i 2 estaven cedits a títol gratuït; 3 tenien dues cambres, 8 en tenien tres, 22 en tenien quatre i 81 en tenien cinc o més. 95 habitatges disposaven pel capbaix d'una plaça de pàrquing. A 53 habitatges hi havia un automòbil i a 53 n'hi havia dos o més.

### Piràmide de població
La piràmide de població per edats i sexe el 2009 era:
| Homes | Edats   | Dones |
| ----- | ------- | ----- |
| 0     | 95 o +  | 0     |
| 0     | 90 a 94 | 0     |
| 0     | 85 a 89 | 0     |
| 4     | 80 a 84 | 0     |
| 0     | 75 a 79 | 12    |
| 0     | 70 a 74 | 4     |
| 12    | 65 a 69 | 8     |
| 8     | 60 a 64 | 28    |
| 8     | 55 a 59 | 12    |
| 24    | 50 a 54 | 8     |
| 4     | 45 a 49 | 12    |
| 0     | 40 a 44 | 0     |
| 16    | 35 a 39 | 8     |
| 8     | 30 a 34 | 8     |
| 16    | 25 a 29 | 4     |
| 8     | 20 a 24 | 8     |
| 4     | 15 a 19 | 8     |
| 20    | 10 a 14 | 16    |
| 4     | 5 a 9   | 0     |
| 4     | 0 a 4   | 4     |

## Economia
El 2007 la població en edat de treballar era de 193 persones, 130 eren actives i 63 eren inactives. De les 130 persones actives 121 estaven ocupades (69 homes i 52 dones) i 9 estaven aturades (3 homes i 6 dones). De les 63 persones inactives 20 estaven jubilades, 20 estaven estudiant i 23 estaven classificades com a «altres inactius».

### Ingressos
El 2009 a Croisette hi havia 114 unitats fiscals que integraven 318,5 persones, la mediana anual d'ingressos fiscals per persona era de 14.357 €.

### Activitats econòmiques
Dels 12 establiments que hi havia el 2007, 1 era d'una empresa extractiva, 5 d'empreses de construcció, 2 d'empreses de comerç i reparació d'automòbils, 2 d'empreses d'hostatgeria i restauració, 1 d'una empresa immobiliària i 1 d'una empresa de serveis.
Dels 5 establiments de servei als particulars que hi havia el 2009, 1 era un paleta, 1 fusteria, 1 lampisteria, 1 electricista i 1 restaurant.
L'any 2000 a Croisette hi havia 9 explotacions agrícoles.

## Equipaments sanitaris i escolars
El 2009 hi havia una escola elemental integrada dins d'un grup escolar amb les comunes properes formant una escola dispersa.

## Poblacions més properes
El següent diagrama mostra les poblacions més properes.